# Morgantown (Kentucky)
Morgantown város az USA Kentucky államában. Lakosainak száma 2505 fő (2020. április 1.).

## Népesség
A település népességének változása:

| 2010 | 2 394 |
| 2020 | 2 505 |